# Карибский почтовый союз
Карибский почтовый союз (КПС; англ. Caribbean Postal Union; CPU) — региональный союз, созданный на основании договора  почтовыми администрациями следующих стран-участниц: Объединение было создано при содействии Европейского Союза для государств-членов КАРИФОРУМ как части объединения Группы государств Африки, Карибского бассейна и Тихого океана.
| Ангилья (Anguilla Postal Service) Антигуа и Барбуда (Antigua Post Office) Аруба (Post Aruba) Багамы (Bahamas Postal Service) Барбадос (Barbados Postal Service) Белиз (Belize Postal Service) Бермуда (Bermuda Post Office) Британские Виргинские Острова (BVI Post) Канада (Canada Post) Карибские Нидерланды‡ (Nieuwe Post Nederlandse Antillen) Бонайре Синт-Эстатиус Саба Острова Кайман (Cayman Islands Postal Service) Куба (Groupo Empresarial Corres de Cuba) Кюрасао (Cpost International) Доминика (General Post Office — GPO) | Доминиканская Республика (Instituto Postal Dominicano — INPOSDOM) Франция (La Poste) Гренада (Grenada Postal Corporation) Гайана (Guyana Post Office Corporation) Гаити (Post of Haiti Office/Office des Postes d’Haïti) Ямайка (Jamaica Postal Corporation) Монтсеррат (Montserrat Postal Service) Нидерланды (PostNL) Сент-Кристофер (Сент-Китс) и Невис (St. Kitts & Nevis Postal Services) Сент-Люсия (Saint Lucia Postal Service) Синт-Мартен (Postal Services St. Maarten N.V. — PSS) Сент-Винсент и Гренадины (SVG Postal Corporation) Суринам (Suriname Postal Corporation) Тринидад и Тобаго (T&T Postal Corporation — TTPOST) Теркс и Кайкос (TCI Postal and Philatelic Bureau Services) Великобритания (Royal Mail Group plc) США (Почтовая служба США) |

Примечание ‡ − С 10 октября 2010 года Нидерландские Антильские острова больше не существуют как государство согласно результатам референдума . Кюрасао и Синт-Мартен стали такими же странами, как Аруба и собственно Нидерланды. Три острова Бонайре, Синт-Эстатиус и Саба («острова БЭС») стали «особыми муниципалитетами» Нидерландов.
Карибский почтовый союз был основан в 1997 году  как ограниченный союз Всемирного почтового союза .
В 2000 году члены союза, присутствовавшие на конференции, решили, что штаб-квартира КПС будет располагаться в г. Кастри (Сент-Люсия). Там находится секретариат регионального координатора Всемирного почтового союза и технический сотрудник Карибского почтового союза.
В 2022 году КПС сформировал аналитический центр с целью улучшения перевозки почтовых отправлений по всему Карибскому региону. 
Решения Карибского почтового союза принимаются на ежегодных конференциях союза.

## Ежегодные конференции
- 2002 — 6-я конференция — Восточное побережье, Демерара, Гайана — 22-27 июля 2002 г.
- 2003 — 7-я конференция — Каймановы острова — 23-27 июня 2003 г.
- 2004 — 8-я конференция — Виргинские острова США — июнь 2004 г.
- 2006 — 10-я конференция — Сент-Винсент и Гренадины — 12-16 июня 2006 г.
- 2010 — 13-я конференция — Восточное побережье, Демерара, Гайана — 6-9 сентября 2010 г.
- 2011 — 14-я конференция — Кюрасао — сентябрь 2011 г.
- 2013 — 16-я конференция — Сент-Китс и Невис — 10-14 июня.
- 2014 — 17-я конференция — Бермудские острова — 8-11 сентября 2014 г.
- 2015 — 18-я конференция — Тортола, Британские Виргинские острова — 14-18 сентября 2015 г.
- 2016 — 19-я конференция — Сент-Люсия — 9-13 июля 2022 г.
- 2017 — 20-я конференция — Гваделупа — 19-24 июня 2017 г.
- 2018 — 21-я конференция — Сент-Люсия — 9-13 сентября 2018 г.
- 2019 — 22-я конференция — Гавана, Куба — 26-27 июня 2019 г.
- 2022 — 24-я конференция — Сент-Люсия — 18-22 июля 2022 г.
- 2023 — 25-я конференция — Ямайка — 11-14 сентября 2023 г.